# Primavera do Leste
Primavera do Leste là một đô thị thuộc bang Mato Grosso, Brasil. Đô thị này có diện tích 5472,207 km², dân số năm 2007 là 44757 người, mật độ 8,18 người/km².